# Luiza Biktyakova
Luiza Biktyakova (russisch Луиза Биктякова; engl. Transkription Luiza Biktyakova; * 11. April 1982 in Taschkent) ist eine ehemalige usbekische Tennisspielerin.

## Karriere
Biktyakova begann mit sieben Jahren das Tennisspielen und bevorzugte Sand- und Hartplätze. Sie spielte vor allem Turniere der ITF Women’s Circuit, wo sie aber keinen Titel gewinnen konnte.
Biktyakova spielte 1998 und 2000 in insgesamt acht Begegnungen 11 Matche für die usbekische Fed-Cup-Mannschaft. Sie konnte davon alle fünf Einzel und zwei von sechs Doppel gewinnen.

### College Tennis
Sie spielte für die Damentennismannschaft der Georgia State University und des Abraham Baldwin Agricultural College. Sie war 1998 bis 2004 ITA All-American, gewann im Mai 2001 die NJCAA Women's DJ Tennis Championships und 2003 den National Arthur Ashe Leadership & Sportsmanship Award.

## Persönliches
Ihre ältere Schwester Liliya war ebenfalls professionelle Tennisspielerin und spielte für die Georgia State University.